# Ленто (коммуна)
Ленто (фр. Lento, корс. Lentu) — коммуна во Франции, находится в регионе Корсика. Департамент коммуны — Верхняя Корсика. Входит в состав кантона Голо-Морозалья. Округ коммуны — Бастия.
Код INSEE коммуны — 2B140.

## Население
Население коммуны на 2008 год составляло 116 человек.
| 1962 | 1968 | 1975 | 1982 | 1990 | 1999 | 2008 |
| ---- | ---- | ---- | ---- | ---- | ---- | ---- |
| 105  | 156  | 143  | 162  | 76   | 91   | 116  |

## Экономика
В 2007 году среди 55 человек в трудоспособном возрасте (15—64 лет) 27 были экономически активными, 28 — неактивными (показатель активности — 49,1 %, в 1999 году было 46,7 %). Из 27 активных работали 21 человек (14 мужчин и 7 женщин), безработных было 6 (3 мужчины и 3 женщины). Среди 28 неактивных 1 человек был учеником или студентом, 19 — пенсионерами, 8 были неактивными по другим причинам.

## Фотогалерея

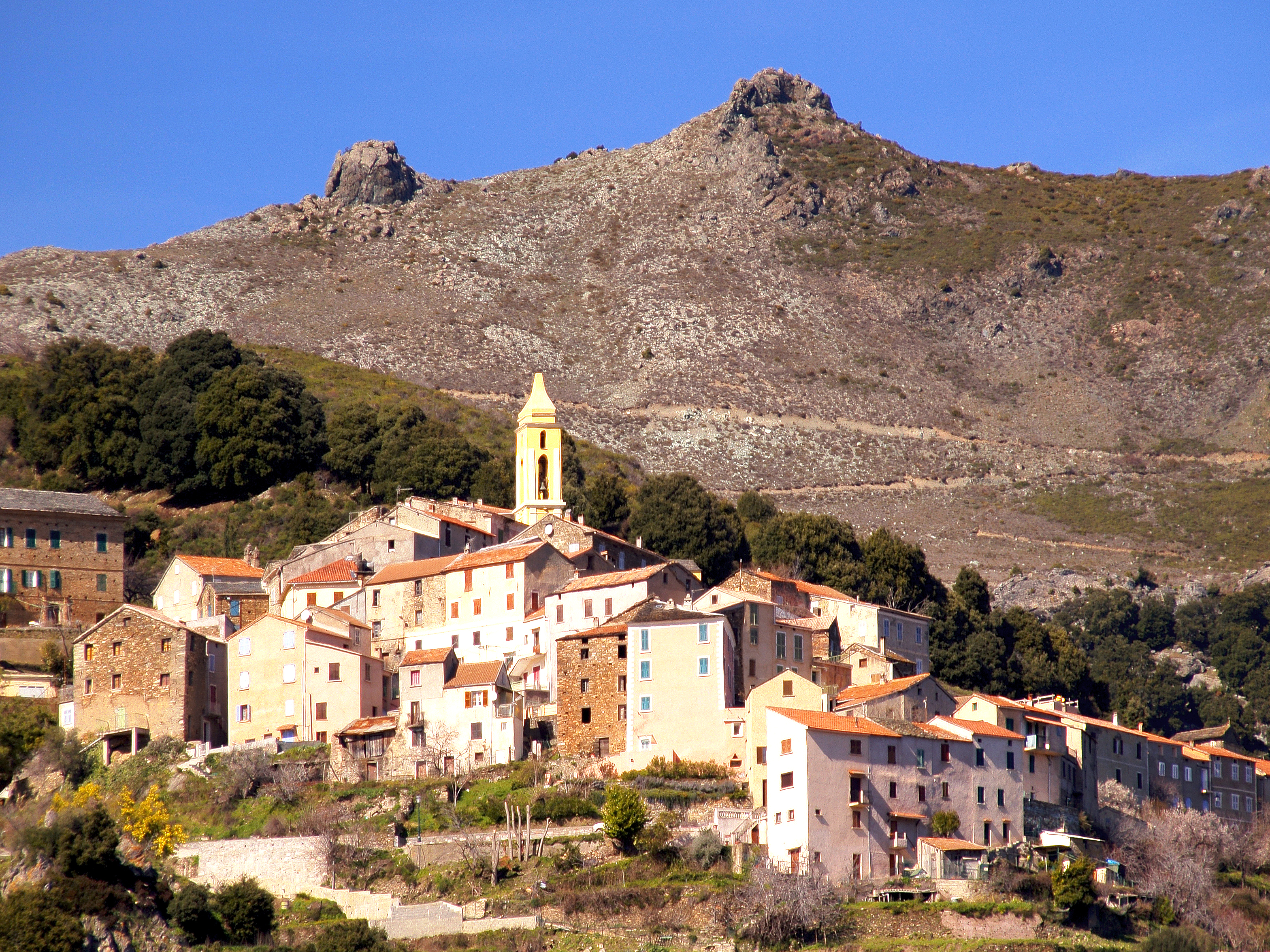
Ленто
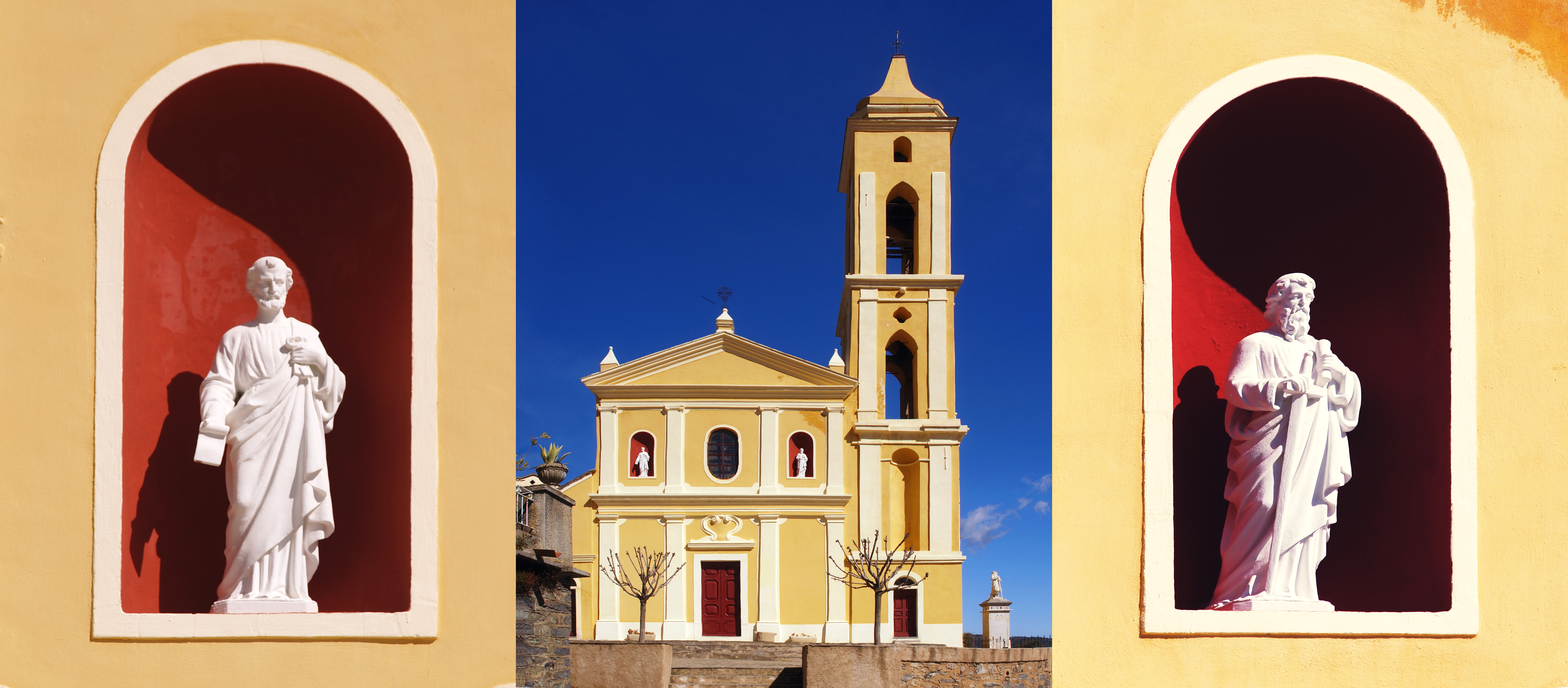
Церковь Св. Марии Магдалины
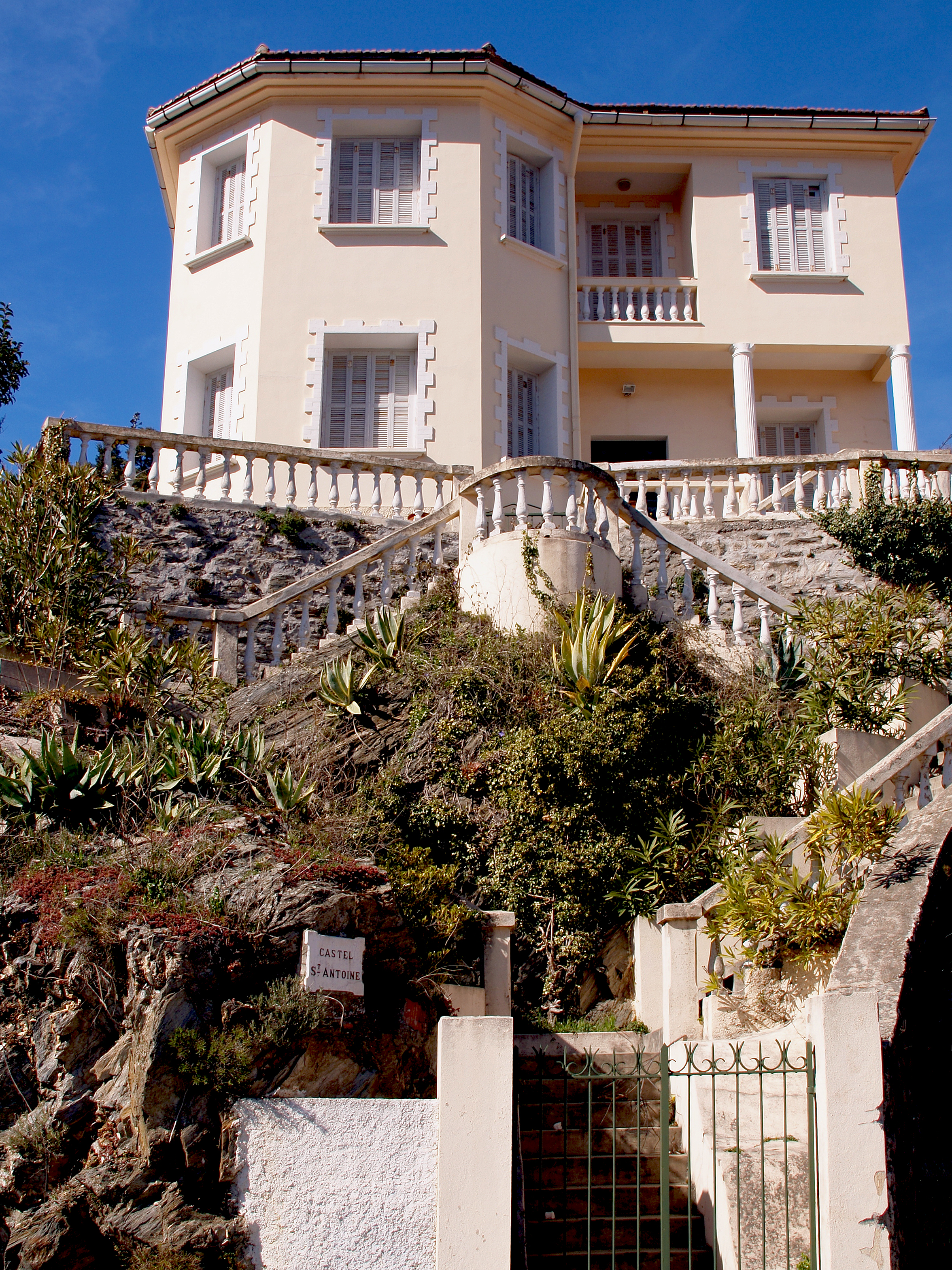